# Glenoleon tillyardi
Glenoleon tillyardi är en insektsart som beskrevs av Tim R. New 1985. Glenoleon tillyardi ingår i släktet Glenoleon och familjen myrlejonsländor. Inga underarter finns listade i Catalogue of Life.